# Kensuke Tanabe
Kensuke Tanabe (田邊 賢輔?, Tanabe Kensuke; Ikeda, 26 gennaio 1963) è un autore di videogiochi giapponese, in forza alla Nintendo, noto per aver lavorato come game director di Yume Kōjō: Doki Doki Panic (1987) e del suo remake occidentale Super Mario Bros. 2 (1988), nonché come sceneggiatore di The Legend of Zelda: A Link to the Past (1991) e di The Legend of Zelda: Link's Awakening (1993).

## Videoludografia
| Anno | Gioco                                            | Ruolo                                              |
| ---- | ------------------------------------------------ | -------------------------------------------------- |
| 1987 | Yume Kōjō: Doki Doki Panic                       | Director, design dei percorsi                      |
| 1988 | Super Mario Bros. 2                              | Director, design dei percorsi                      |
| 1988 | Super Mario Bros. 3                              | Design dei percorsi                                |
| 1991 | The Legend of Zelda: A Link to the Past          | Sceneggiatore                                      |
| 1993 | The Legend of Zelda: Link's Awakening            | Sceneggiatore                                      |
| 1994 | Stunt Race FX                                    | Design delle mappe                                 |
| 1994 | Kirby's Dream Course                             | Design delle mappe                                 |
| 1994 | Donkey Kong Country                              | Supporto aggiuntivo                                |
| 1995 | Kirby's Ghost Trap                               | staff Nintendo                                     |
| 1995 | Kirby's Dream Land 2                             | Design delle mappe                                 |
| 1995 | Kirby's Block Ball                               | Supervisore                                        |
| 1996 | Super Mario RPG: Legend of the Seven Stars       | Consulente                                         |
| 1996 | Kirby's Fun Pak                                  | Consulente                                         |
| 1996 | Star Wars: Shadows of the Empire                 | Traduzione                                         |
| 1996 | BS Super Mario USA Power Challenge               | Design originale                                   |
| 1998 | The Legend of Zelda: Ocarina of Time             | Supporto alla sceneggiatura                        |
| 1999 | Pokémon Snap                                     | Supervisore                                        |
| 2000 | Kirby 64: The Crystal Shards                     | Assistente manager                                 |
| 2001 | Hamtaro: Ham-Hams Unite!                         | Consulente                                         |
| 2001 | Super Mario Advance                              | Supervisore                                        |
| 2001 | Magical Vacation                                 | Consulente                                         |
| 2002 | Cubivore: Survival of the Fittest                | Supervisore                                        |
| 2002 | Hamtaro: Cuore Batticuore                        | Consulente                                         |
| 2002 | Eternal Darkness: Sanity's Requiem               | Supervisore                                        |
| 2002 | Metroid Prime                                    | Co-produttore                                      |
| 2003 | GiFTPiA                                          | Supervisore                                        |
| 2003 | Hamtaro: Ritorno all'Arcobaleno                  | Consulente                                         |
| 2004 | Paper Mario: Il portale millenario               | Supervisore                                        |
| 2004 | Metroid Prime 2: Echoes                          | Produttore                                         |
| 2005 | Star Fox: Assault                                | Project management                                 |
| 2005 | Kirby: L'oscuro disegno                          | Produttore                                         |
| 2005 | Chibi-Robo!                                      | Produttore                                         |
| 2005 | Geist                                            | Produttore                                         |
| 2005 | Battalion Wars                                   | Produttore                                         |
| 2005 | Metroid Prime Pinball                            | Produttore                                         |
| 2005 | Super Mario Strikers                             | Produttore                                         |
| 2006 | Mother 3                                         | Produttore                                         |
| 2006 | Magical Starsign                                 | Produttore                                         |
| 2006 | Freshly-Picked Tingle's Rosy Rupeeland           | Produttore                                         |
| 2006 | Mario vs. Donkey Kong 2: La Marcia dei Minimario | Produttore                                         |
| 2006 | Custom Robo Arena                                | Produttore                                         |
| 2006 | Kirby: Topi all'attacco                          | Produttore                                         |
| 2006 | Excite Truck                                     | Produttore                                         |
| 2006 | Metroid Prime Hunters                            | Produttore                                         |
| 2007 | Super Paper Mario                                | Produttore                                         |
| 2007 | Mario Strikers Charged                           | Produttore                                         |
| 2007 | Chibi-Robo!: Park Patrol                         | Produttore                                         |
| 2007 | Theta                                            | Produttore                                         |
| 2007 | Battalion Wars 2                                 | Produttore                                         |
| 2007 | Metroid Prime 3: Corruption                      | Produttore                                         |
| 2008 | Super Smash Bros. Brawl                          | Produttore                                         |
| 2008 | Captain★Rainbow                                  | Produttore                                         |
| 2008 | Mystery Case Files: MillionHeir                  | Produttore                                         |
| 2008 | Kirby Super Star Ultra                           | Produttore                                         |
| 2009 | Picross 3D                                       | Produttore                                         |
| 2009 | Picturebook Games: Pop-Up Pursuit                | Produttore                                         |
| 2009 | Bonsai Barber                                    | Produttore                                         |
| 2009 | Punch-Out!!                                      | Produttore                                         |
| 2009 | Mario vs. Donkey Kong: Minimario alla riscossa   | Produttore                                         |
| 2009 | Okaeri! Chibi Robo! Happy Richie Dai Souji       | Produttore                                         |
| 2009 | Irodzuki Tingle no Koi no Balloon Trip           | Produttore                                         |
| 2009 | Rock N' Roll Climber                             | Produttore                                         |
| 2009 | Metroid Prime Trilogy                            | Produttore                                         |
| 2009 | Art Academy                                      | Produttore                                         |
| 2009 | Picturebook Games: The Royal Bluff               | Produttore                                         |
| 2009 | Excitebike: World Rally                          | Produttore                                         |
| 2009 | Eco Shooter: Plant 530                           | Produttore                                         |
| 2009 | A Kappa's Trail                                  | Produttore                                         |
| 2009 | Excitebots: Trick Racing                         | Produttore                                         |
| 2010 | Aura-Aura Climber                                | Associate Produttore                               |
| 2010 | Mario vs. Donkey Kong: Parapiglia a Minilandia   | Produttore                                         |
| 2010 | Donkey Kong Country Returns                      | Produttore                                         |
| 2011 | Pilotwings Resort                                | Produttore                                         |
| 2011 | Mystery Case Files: The Malgrave Incident        | Produttore                                         |
| 2011 | Kirby: Mass Attack                               | Senior Produttore                                  |
| 2011 | Freakyforms: Le tue creazioni prendono vita!     | Produttore                                         |
| 2011 | Pushmo                                           | Produttore                                         |
| 2012 | Kirby's Dream Collection                         | Produttore                                         |
| 2012 | New Art Academy                                  | Produttore                                         |
| 2012 | Freakyforms: Le tue creazioni prendono vita!     | Produttore                                         |
| 2012 | Crashmo                                          | Produttore                                         |
| 2012 | Dillon's Rolling Western                         | Produttore                                         |
| 2012 | Paper Mario: Sticker Star                        | Produttore                                         |
| 2012 | Sing Party                                       | Produttore                                         |
| 2013 | Luigi's Mansion 2                                | Consulente speciale                                |
| 2013 | Game & Wario                                     | Supporto alla direzione, game design               |
| 2013 | Dillon's Rolling Western: The Last Ranger        | Produttore                                         |
| 2013 | Mario and Donkey Kong: Minis on the Move         | Produttore                                         |
| 2013 | Donkey Kong Country Returns 3D                   | Produttore                                         |
| 2013 | Chibi-Robo! Photo Finder                         | Produttore                                         |
| 2014 | Super Smash Bros. for Nintendo 3DS e Wii U       | Supervisore per il gioco originale (Metroid Prime) |
| 2014 | Donkey Kong Country: Tropical Freeze             | Produttore                                         |
| 2015 | Kirby e il pennello arcobaleno                   | Produttore                                         |
| 2015 | Mario vs. Donkey Kong: Tipping Stars             | Supervisore                                        |
| 2015 | Chibi-Robo! Zip Lash                             | Produttore                                         |
| 2015 | Mario & Luigi: Paper Jam Bros.                   | Supervisore                                        |
| 2016 | Mini Mario & Friends: Amiibo Challenge           | Produttore                                         |
| 2016 | Metroid Prime: Federation Force                  | Produttore                                         |
| 2016 | Paper Mario: Color Splash                        | Produttore                                         |
| 2018 | Dillon's Dead-Heat Breakers                      | Produttore                                         |
| 2018 | WarioWare Gold                                   | Produttore                                         |
| 2018 | Luigi's Mansion                                  | Produttore                                         |
| 2018 | Super Smash Bros. Ultimate                       | Supervisore per il gioco originale (Metroid Prime) |
| 2019 | Luigi's Mansion 3                                | Produttore                                         |
| 2020 | Paper Mario: The Origami King                    | Produttore                                         |
| TBA  | Metroid Prime 4                                  | Produttore                                         |